# Hedychium marginatum
Hedychium marginatum là một loài thực vật có hoa trong họ Gừng. Loài này được C.B.Clarke mô tả khoa học đầu tiên năm 1889.